# Деян Джерманович
Деян Джерманович (на словенски: Dejan Djermanović) е словенски футболист от босненски произход. Роден е на 17 юни 1988 година в Любляна, Словения, играе като нападател, силният му крак е десният. През 2011 г. се състезава за Литекс (Ловеч), а от 2012 г. носи екипа на Олимпия Любляна.

## Състезателна кариера
Започва да тренира футбол през 1996 година в частната футболна школа „НК Крим“ в родния си град Любляна. Две години по-късно, през 1998, се мести в Олимпия Любляна, където тренира седем години. През 2005 година преминава в НК Свобода, а след две години вече е състезател на австрийския аматьорски клуб „Магдаленер Шпорт Клуб“ (на немски: MSC Magdalener Sport Club) и от следващия сезон на испанския „СД Орденес“ (на испански: Sociedad Deportiva Órdenes) в Терцера Дивизион. Първият си професионален договор подписва през 2009 г. с босненския Славия Сараево. На следващата година се завръща в родината си и носи последователно екипите на Кръшко и Рудар (Веление). За последните записва 18 мача, в които отбелязва осем гола и на полусезона е на четвърто място при голмайсторите в словенското първенство. С добрите си изяви привлича вниманието на скаутите от Литекс (Ловеч) и в края на годината подписва предварителен тригодишен договор с „оранжевите“, който влиза в сила от лятото на 2011 г. За да имат словенеца още от пролетния дял на шампионата, от Литекс плащат допълнителни 80 хил. евро като компенсация на бившия му клуб. Прави дебют в А група на 27 февруари 2011 г. за победата с 3:0 над Миньор (Пк.) в Перник, а първият му гол е на 7 март за победата с 4:0 над Берое
През декември 2011 Деян разтрогва по взаимно съгласие с Литекс. и преминава като свободен агент в Олимпия Любляна, с които подписва договор за 2,5 години.
На 14.4.2012 година в шампионатен мач къса кръстна връзка и лекува коонтузия която го вади от терените за една година.
През февруари 2014 година от клуба му предлагат нов договор и Джерманович преподписва за още 2,5 години. 

## Успехи
Литекс Ловеч
- Шампион (1): 2010-11
- Суперкупа на България
  - Финалист (1): 2011

 Олимпия Любляна
- Първа словенска футболна лига
  - Вицешампион (2): 2011-12, 2012-13
- Суперкупа на Словения
  - Финалист (2): 2013, 2014